# Alginet
Alginet és un municipi del País Valencià a la Ribera Alta, en la qual limita amb Alfarb, Algemesí, Benifaió, Carlet, Guadassuar i —amb la Ribera Baixa— Almussafes i Sollana.

## Geografia

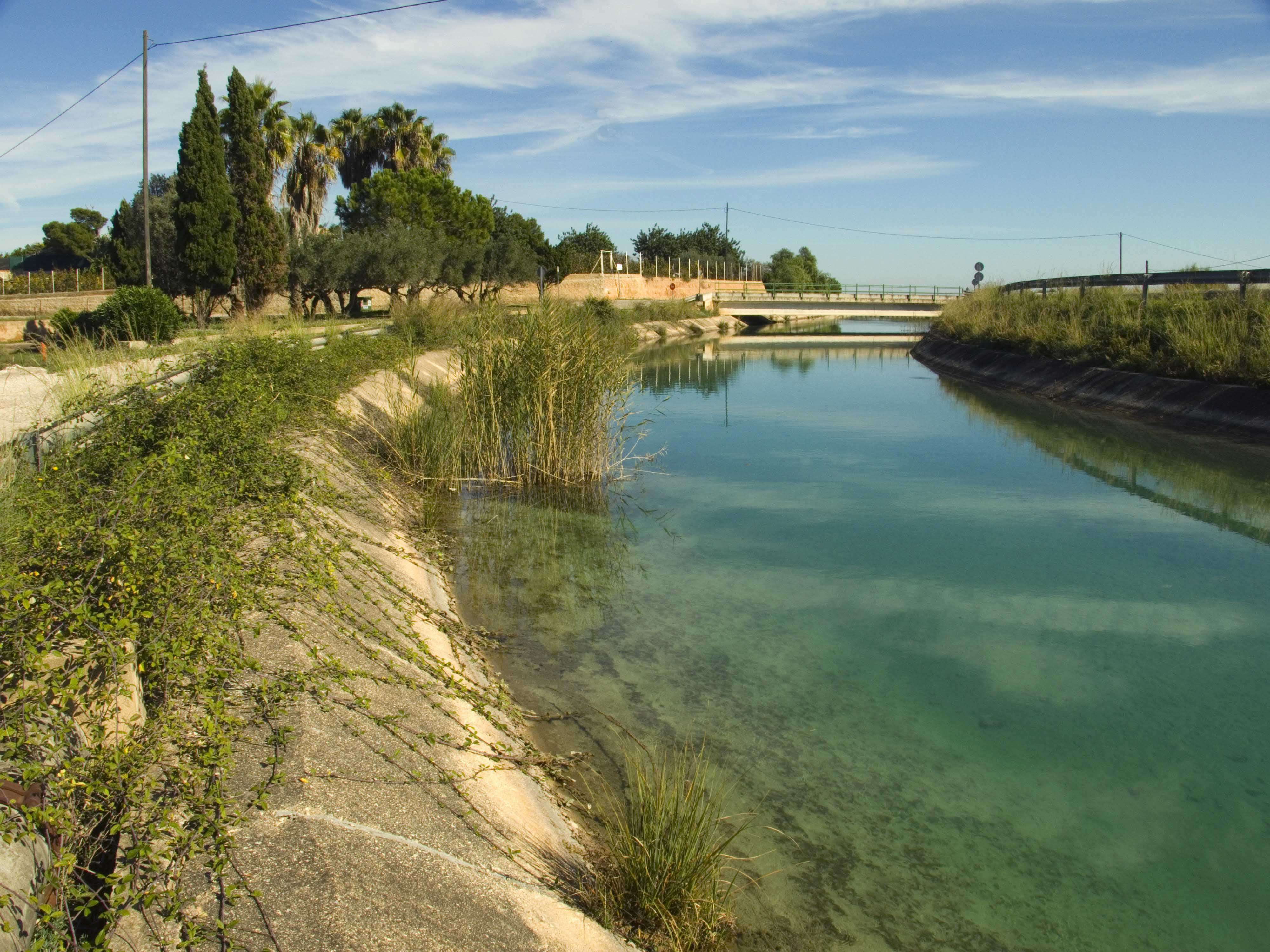
Canal Xúquer-Túria al seu pas per Alginet

És un poble molt ben comunicat, situat en una planície als peus de la xicoteta serra Falaguera, a 220 m d'altura. Primerament, les aigües de la Séquia d'Alèdua (provinent del riu Magre) i, a hores d'ara, les de la Séquia Reial del Xúquer i el canal Xúquer-Túria, aporten els seus cabals per a regar els camps del terme, de 21,4 km². La vila es troba en terreny muntanyenc. És una població extensa, amb carrers de traçat regular.
El clima es caracteritza per uns estius llargs i càlids (arribant als 36º) i uns hiverns curts i suaus. Les mínimes temperatures es manifesten al febrer (quasi mai arribant als 0°). Les precipitacions més abundants solen tindre lloc a la tardor (sobretot octubre o principis de novembre. Tanmateix, els darrers anys, es caracteritzen per la seua escassetat.

## Història

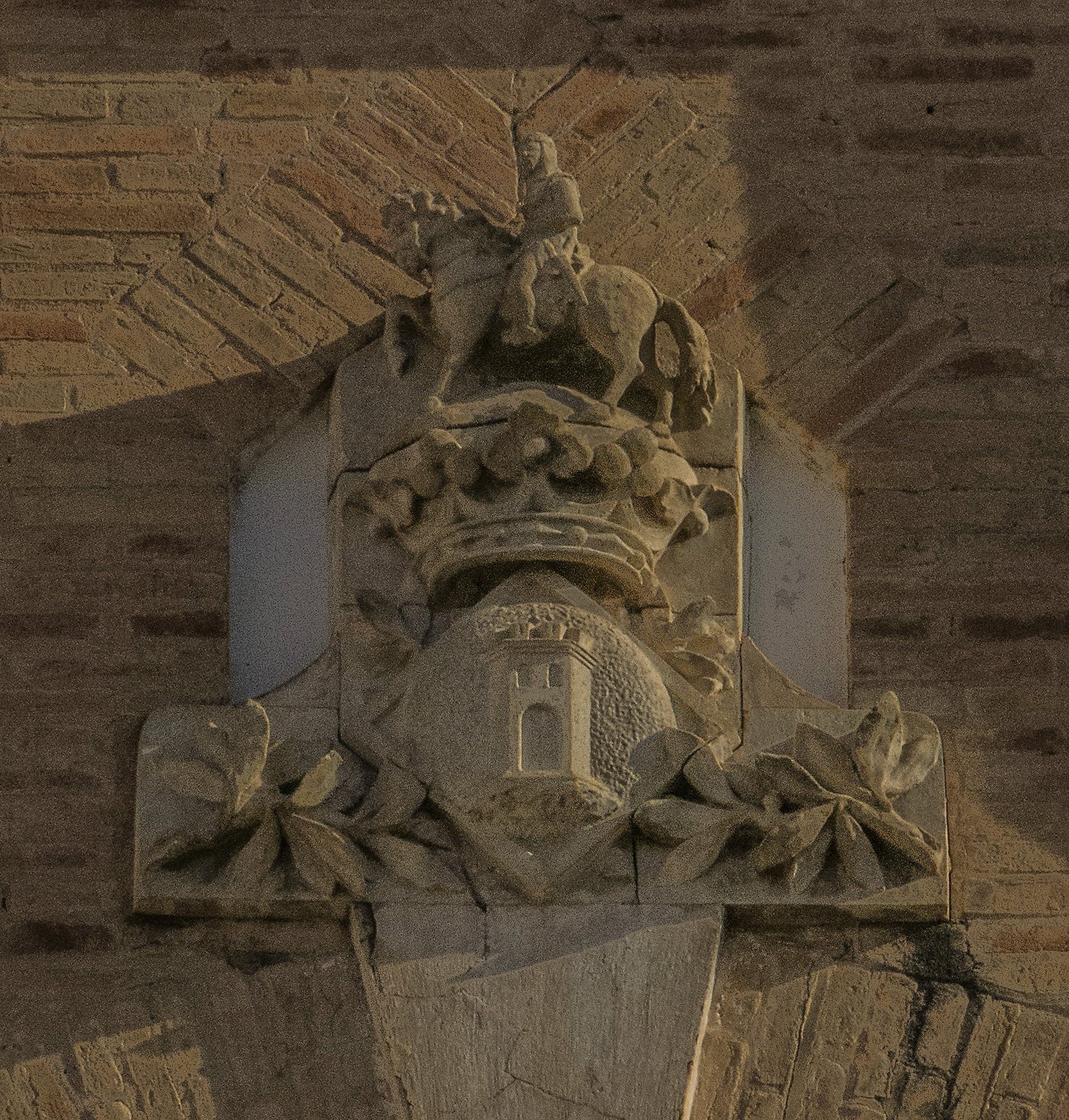
Antic escut de la Vila d'Alginet.

De fundació musulmana, el seu topònim prové de l'àrab Al-jinnát, que significa 'terra de regadiu' (horts, en el sentit de 'jardí'). El rei Jaume I la donà a Pere García Ferrera el 1250. Jaume el Just, el 24 de novembre de 1304, va vendre a Bertomeu Matoses el terç delme i altres drets de la població. Tornà a incorporar-se a la Corona, la qual va vendre-la de bell nou el 1360. Tingué diversos senyors territorials, entre ells la família Cabanyelles i els comtes de Casals. A les Corts Valencianes de 1604 el senyor d'Alginet, Joan Vilarrasa Cabanyelles, demanà, mitjançant el braç militar, que se li concedira la suprema jurisdicció, ja que només en tenia el mer imperi, concedit pel rei Alfons, però el rei defugí la resposta. Al llarg de la seua història els pobladors d'Alginet han lluitat contra els seus senyors en defensa de drets, així el 1609 encetaren plet contra Joan Cristòfol Vilarrasa Cabanyelles en demanda de la destitució del batle, perquè usurpava l'aigua que utilitzaven els veïns per al reg; el 1622 acordaren amb Jeroni Cabanyelles renunciar als drets de botiga, flequeria i taverna; el 1648 el síndic inicià un procés contra el comte de Casals en reivindicació del dret d'abastir carn motivat perquè el senyor va arrendar eixe dret pujant el preu de la carn. A les Corts de 1645 l'església parroquial demanà la franquícia del dret d'amortització de 1.500 lliures i construí l'actual. L'any 1819, amb l'abolició dels senyorius, el poble va aconseguir la seua independència. El 1885 un llegat d'Eulàlia Escobet hi permeté la construcció d'un hospital.

## Demografia
| 1990   | 1992   | 1994   | 1996   | 1998   | 2000   | 2002   | 2004   | 2006   | 2007   | 2009   | 2014   | 2017   |
| ------ | ------ | ------ | ------ | ------ | ------ | ------ | ------ | ------ | ------ | ------ | ------ | ------ |
| 12.184 | 11.685 | 12.035 | 11.632 | 12.062 | 12.069 | 11.661 | 12.587 | 12.499 | 12.605 | 13.226 | 13.060 | 13.186 |

## Economia
Un quart de la població treballadora es dedica a l'agricultura i la ramaderia. La major part dels agricultors són socis de la cooperativa agrícola (COAGRI). A Alginet són presents altres magatzems d'exportació com Frutas Alginet, a la carretera de Trulls i Fruits Ya- Boy, prop de la carretera de València. A més, un molí d'arròs (Lozano) i una fàbrica congelada (Ruano) destaquen en la indústria alimentària.
Durant els últims trenta anys, el poble ha viscut un gran impuls industrial. Dos polígons van ser construits per acollir les noves fàbriques. Al polígon Nord, sortint cap a València, es van instal·lar una dotzena i mitja de fàbriques, entre elles Alginet Textil, Guillan i Dupen. Al polígon sud, sortida a Almansa, no hi ha gairebé fàbriques, eliminant contenidors Bellot.
Els cultius de regadiu, cereals, hortalisses (principalment tomaques), cacauets, tarongers, bresquilleres, i actualment caquissers, etc., va guanyant terreny al secà per la captació d'aigües subterrànies. Es rega amb aigües de la Séquia Reial del Xúquer i la d'Alèdua; també s'utilitzen les aigües del riu Magre, el curs del qual ha regulat el pantà de Forata. Les indústries són derivades de l'agricultura: magatzems de fruita, etc. Especialment important és la Cooperativa Elèctrica d'Alginet (CEA); també hi ha una cooperativa agrícola (COAGRI), especialitzada en l'exportació de tomaques, taronges i caquis. Durant el segle XX a causa de l'extensió dels regadius, la població va augmentar un 400 per cent.

## Política i govern

### Composició de la Corporació Municipal
El Ple de l'Ajuntament està format per 17 regidors. En les eleccions municipals de 28 de maig de 2023 foren elegits 6 regidors de Partit Popular (PP), 4 de Socialistes d'Alginet (Sd'A), 3 del Partit Socialista del País Valencià (PSPV-PSOE), 3 de Compromís per Alginet (Compromís) i 1 de Cercle Idea Alginet (Podem-EUPV).
| Eleccions municipals de 28 de maig de 2023 - Alginet                                                                   |                                          |                                     |                                     |         |          |          |
| Candidatura | Candidatura                              | Candidatura                         | Cap de llista                       | Vots    | Vots     | Regidors |
| | Partit Popular                           |                                     | Elia Ferrer Mendoza                 | 2.436   | 33,42%   | 6 (+4)   |
| | Socialistes d'Alginet (Sd'A)             |                                     | Andrés Añón López                   | 1.417   | 19,44%   | 4 (-3)   |
| | Partit Socialista del País Valencià-PSOE |                                     | Toni Barea Olmos                    | 1.383   | 18,97%   | 3 (+1)   |
| | Coalició Compromís                       |                                     | Enric Barea Olmos                   | 1.215   | 16,67%   | 3 (-1)   |
| | Cercle Idea Alginet                      |                                     | Bernat Pascual Briz                 | 707     | 9,70%    | 1 ()     |
| | Vots en blanc                            |                                     |                                     | 129     | 1,77%    |          |
| Total vots vàlids i regidors                                                                                           | Total vots vàlids i regidors             | Total vots vàlids i regidors        | Total vots vàlids i regidors        | 7.422   | 100 %    | 17       |
| | Vots nuls                                | Vots nuls                           | Vots nuls                           | 135     | 1,81%    |          |
| Participació (vots vàlids més nuls)                                                                                    | Participació (vots vàlids més nuls)      | Participació (vots vàlids més nuls) | Participació (vots vàlids més nuls) | 7.422   | 68,14%** |          |
| Abstenció | Abstenció                                | Abstenció                           | Abstenció                           | 3.470*  | 31,85%** |          |
| Total cens electoral                                                                                                   | Total cens electoral                     | Total cens electoral                | Total cens electoral                | 10.892* | 100 %**  |          |
| Alcalde: Elia Ferrer Mendoza Per majoria absoluta dels vots dels regidors (10 vots: 6 de PP i 4 de Sd'A)               |                                          |                                     |                                     |         |          |          |
| Fonts: Ajuntament d'Alginet, Nació Digital, (* No són vots sinó electors. ** Percentatge respecte del cens electoral.) |                                          |                                     |                                     |         |          |          |

### Alcaldes
Des de 2023 l'alcaldessa d'Alginet és Elia Ferrer Mendoza.
| Període                       | Alcalde o alcaldessa                               | Partit polític | Data de possessió     | Observacions        |
| ----------------------------- | -------------------------------------------------- | -------------- | --------------------- | ------------------- |
| 1979–1983                     | Salvador Bosch Escutia                             | PSPV-PSOE      | 19/04/1979            | --                  |
| 1983–1987                     | José Vicente Alemany Motes                         | PSPV-PSOE      | 28/05/1983            | --                  |
| 1987–1991                     | José Vicente Alemany Motes                         | PSPV-PSOE      | 30/06/1987            | --                  |
| 1991–1995                     | José Vicente Alemany Motes                         | PSPV-PSOE      | 15/06/1991            | --                  |
| 1995–1999                     | José Vicente Alemany Motes                         | PSPV-PSOE      | 17/06/1995            | --                  |
| 1999–2003                     | María Celeste García Estarlich                     | PSPV-PSOE      | 03/07/1999            | --                  |
| 2003–2007                     | María Celeste García Estarlich                     | PSPV-PSOE      | 14/06/2003            | --                  |
| 2007–2011                     | Enrique Girona Climent                             | PP             | 16/06/2007            | --                  |
| 2011–2015                     | Enrique Girona Climent Jesús Boluda Villaseñor     | PP BLOC        | 11/06/2011 26/11/2011 | Moció de censura -- |
| 2015–2019                     | Jesús Boluda Villaseñor José Vicente Alemany Motes | Compromís Sd'A | 13/06/2015 10/06/2017 | Pacte de govern     |
| 2019-2023                     | José Vicente Alemany Motes                         | Sd'A           | 15/06/2019            | --                  |
| Des de 2023                   | Elia Ferrer Mendoza                                | PP             | 17/06/2023            | --                  |
| Fonts: Generalitat Valenciana |                                                    |                |                       |                     |

## Monuments d'interés
- Castell dels Cabanyelles,[7] construït en el XII. En 1475 va ser comprat i eliminades les dues torres que el flanquejaven per instal·lar-hi l'ajuntament.
- La Torre Luengo, aïllada entre tarongers.
- Ermita de Sant Josep, neogòtica del XX, amb un retaule de gran valor.
- Església de Sant Antoni Abat (Alginet) (1354-1399) construïda sobre l'antiga, de 1300. El campanar i la capella de la comunió són del segle xv. Té un bell sagrari (o sagrat) que ha estat recentment restaurat (1999).
- Mercat municipal.
- Antic Hospital de la Congregació de Germanes de la Doctrina Cristiana, actual col·legi concertat del Sagrat Cor de Jesús.[8]
- Monument al Llaurador
- Hort de Feliu que va albergar un centre ocupacional.[9]  És un edifici modernista situat a Alginet (Ribera Alta, País Valencià), construït a principis del segle XX com a residència burgesa enmig d’un hort de tarongers. Actualment, es troba en estat de deteriorament i ha estat inclòs en la Llista Roja del Patrimoni de Hispania Nostra.
- Hort de Caramanxel  és un espai verd emblemàtic situat a Alginet (Ribera Alta, País Valencià), conegut per la seva funció com a zona d’esplai i convivència per a la ciutadania.
- CEIP Pepita Greus  és un centre educatiu públic d’Alginet (Ribera Alta, País Valencià) que ofereix ensenyament d’educació infantil i primària per a xiquets i xiquetes de 3 a 12 anys. Està situat al carrer Pepita Greus, número 18.
- Carrer Major (Alginet) és una de les vies principals d’Alginet (Ribera Alta, País Valencià), de traçat llarg i ample, amb edificis d’interés patrimonial i activitat comercial. Connecta l’entrada del poble amb la Plaça de la Constitució, on es troben edificis emblemàtics com l’Ajuntament, l’església parroquial i el campanar. El número 48 està catalogat com Bé de Rellevància Local.
- Carrer Sant Antoni (Alginet)  és un dels carrers més importants d'Alginet, al País Valencià, que forma part del nucli antic. A més, connecta el carrer Major amb l'estació.
- Estació del Metrovalència  és una parada de la línia 1 de Metrovalència, gestionada per FGV, situada al carrer Sant Antoni, 109, al municipi d’Alginet (Ribera Alta, País Valencià), dins de la zona tarifària B.
- Llar dels Jubilats, antic escorxador  és un edifici ubicat a l’encreuament dels carrers Almàssera i Azorín que, després de la seua reforma a mitjan segle xx, es destina actualment a activitats per a la gent gran.
- Centre històric d'Alginet, és el centre del poble lloc, actualment per a vianants, i s'hi concentra el castell-ajuntament, la torre campanar amb 35m d'altitud, l'església, el mercat municipal, la font de la plaça de la Constitució i la plaça del Mercat. Al llarg de tota la remodelació del centre d'Alginet s'hi han descobert diverses troballes que remunten a temps antics; com ara, l'antiga muralla del castell-ajuntament, cadàvers de persones a la plaça de la Constitució on abans hi havia un cementeri romà, un cementeri musulmà sota l'església i un passadís sota l'església que connectava l'església amb el castell.

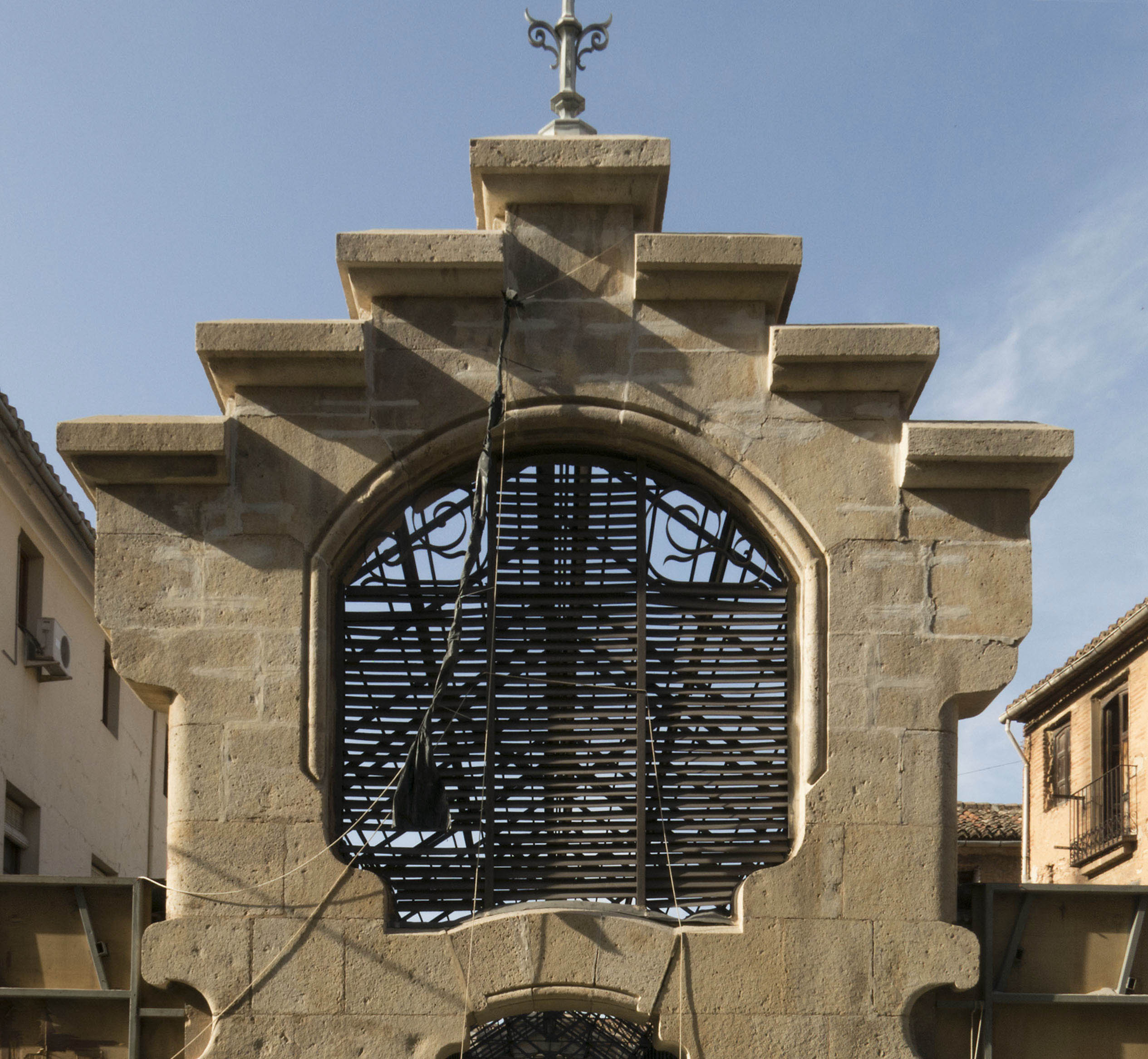
Façana del mercat modernista
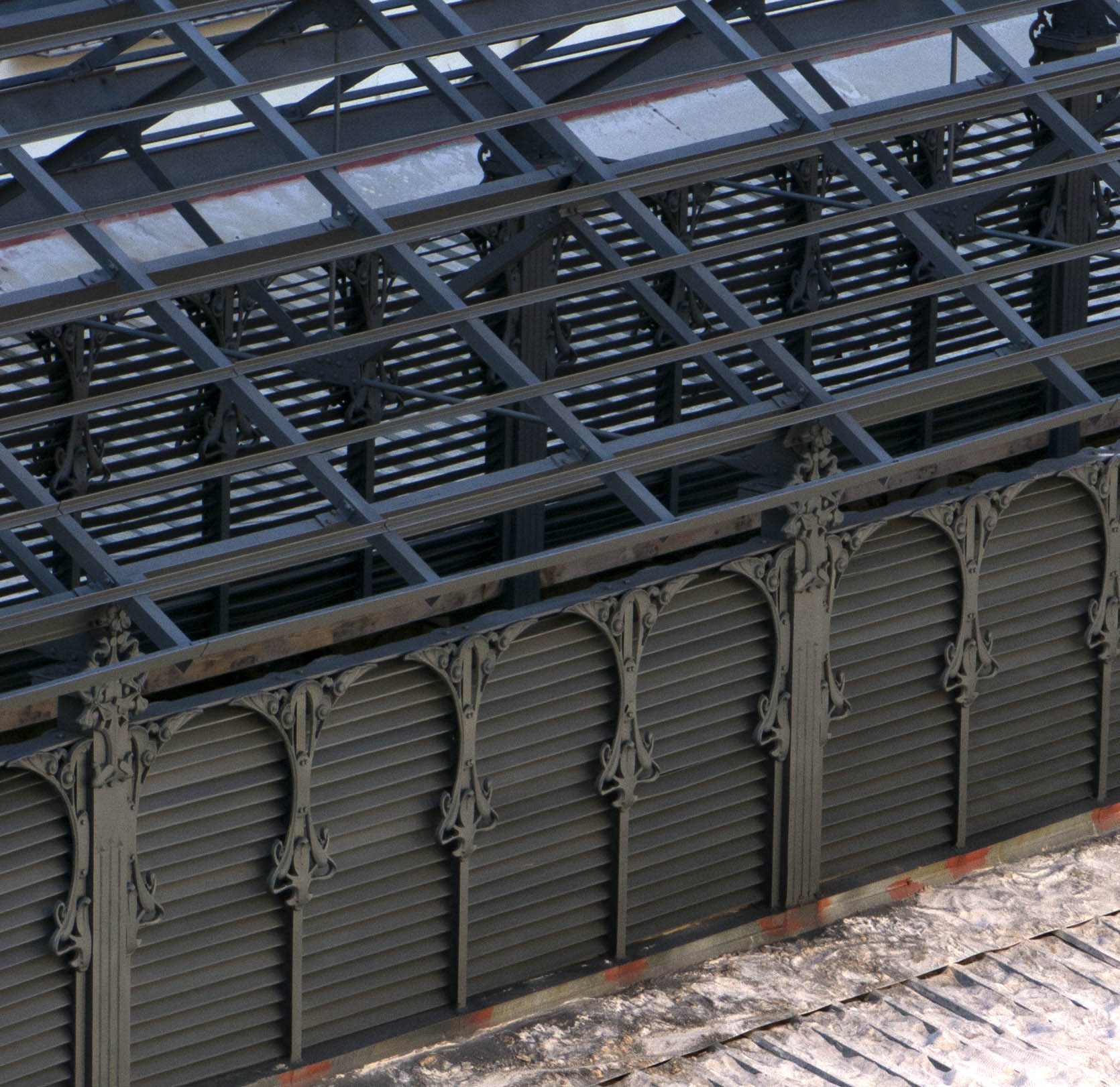
Detall del mercat
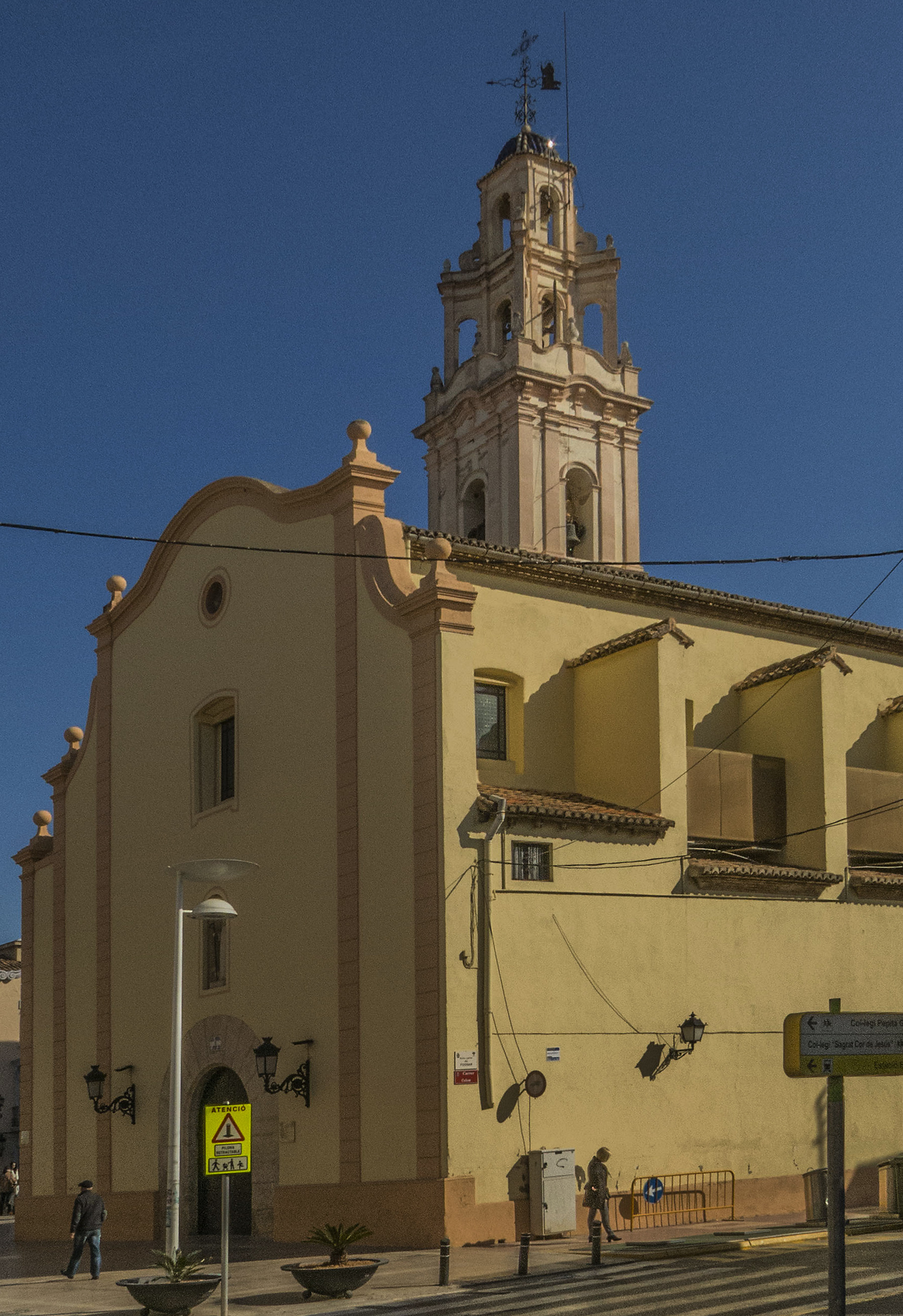
Església Sant Antoni Abat.
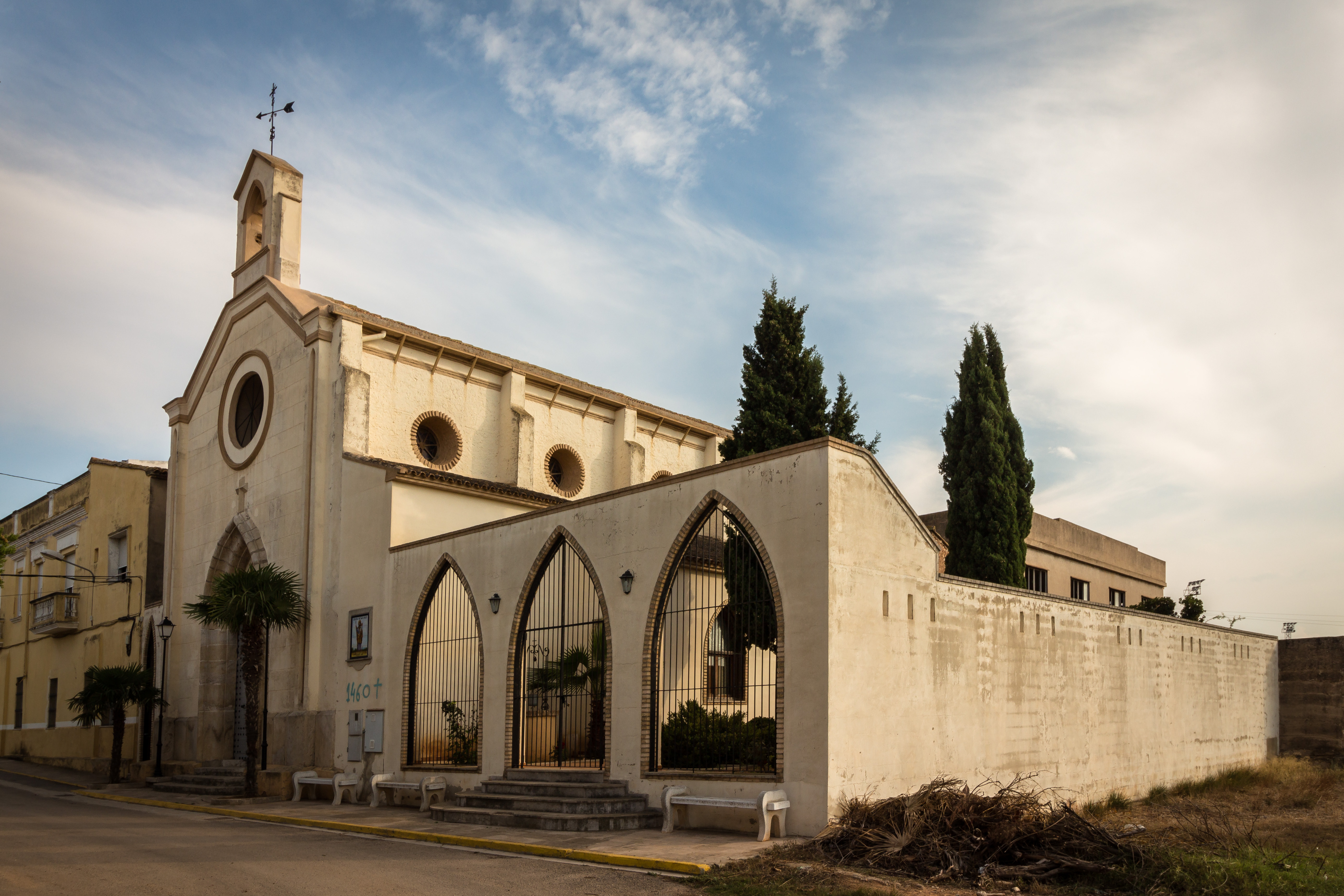
Ermita de Sant Josep S.XVIII
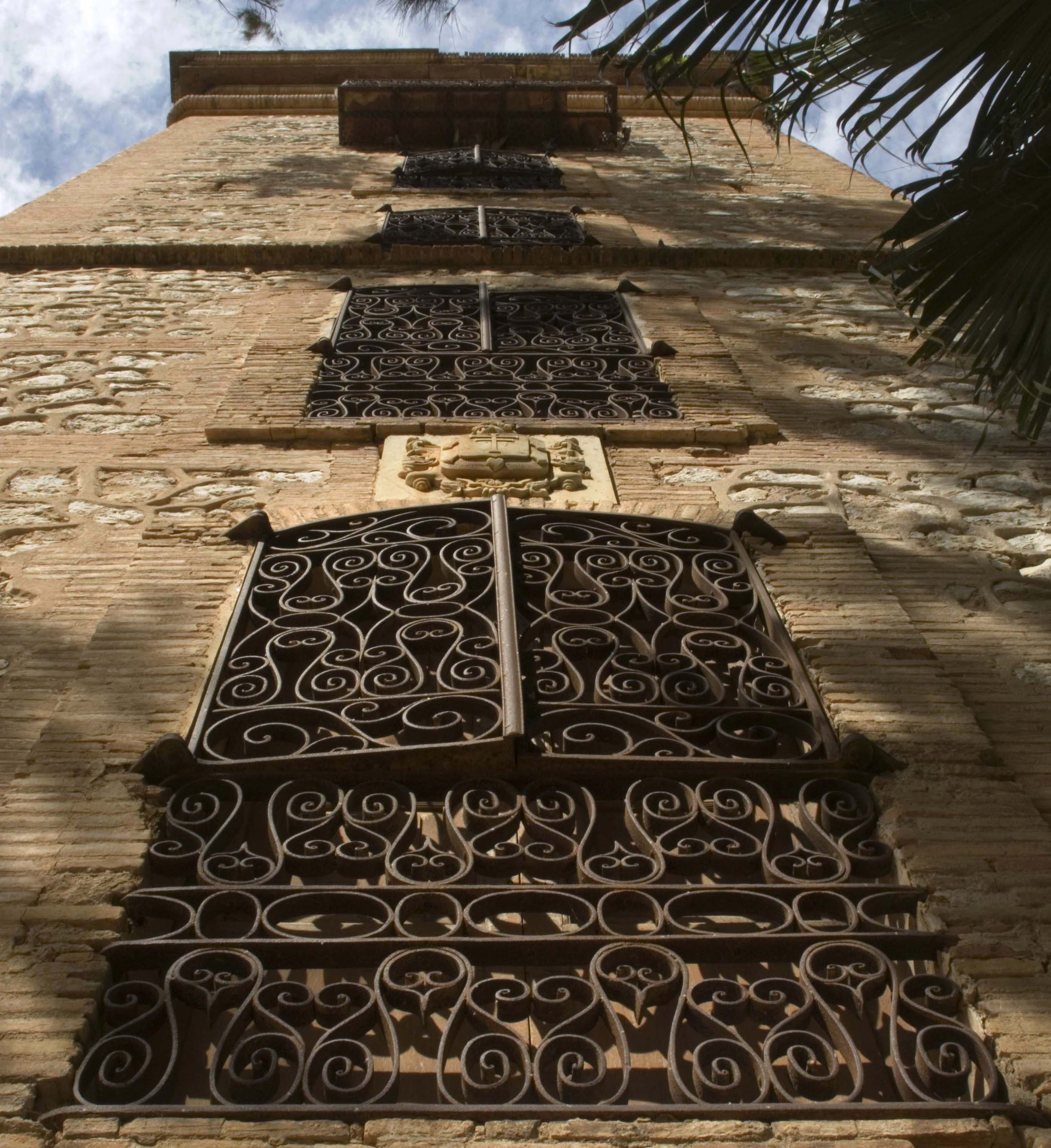
Torre Luengo S.XIX
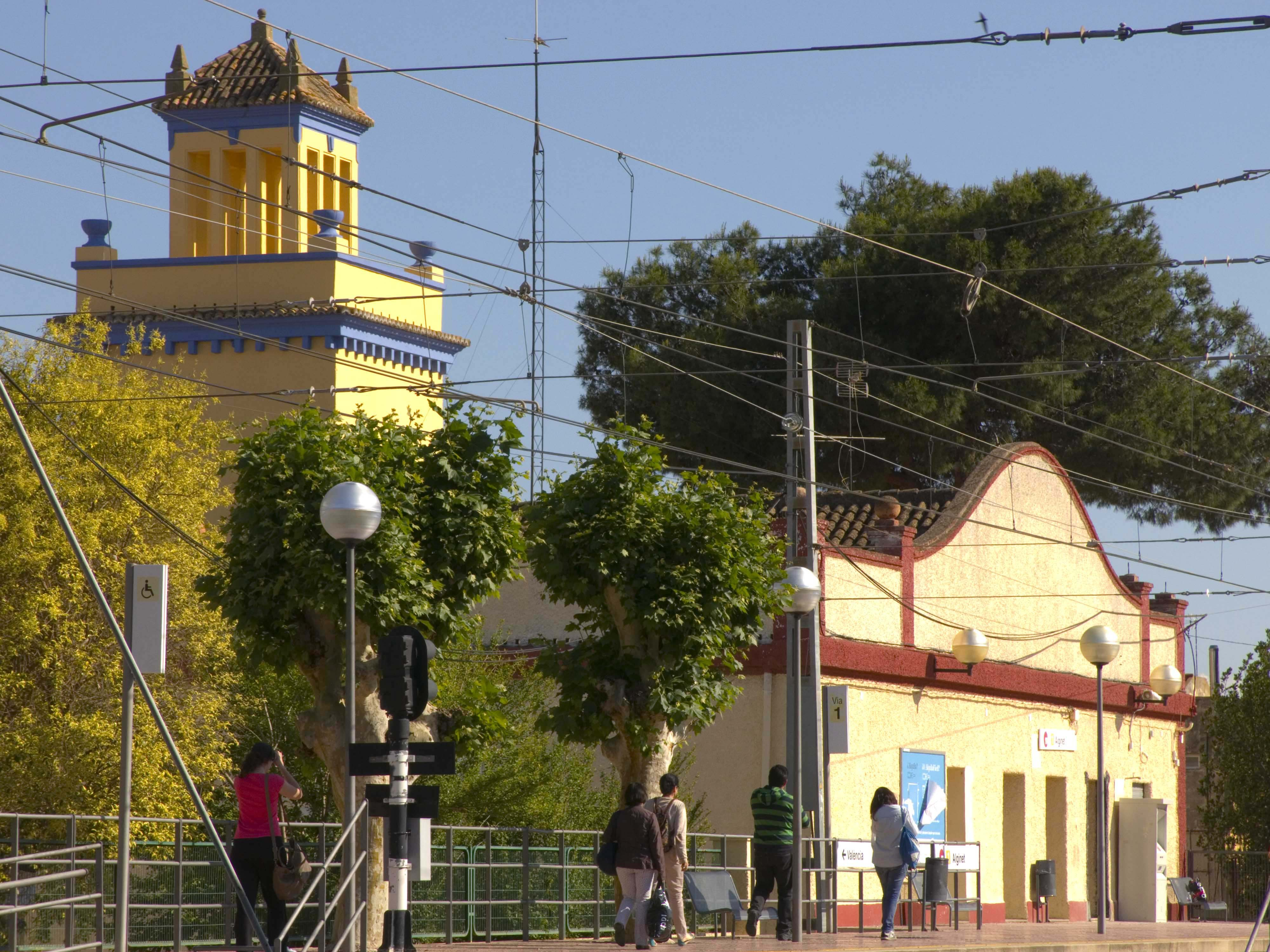
Estació de tren d'Alginet

## Llocs d'interés natural

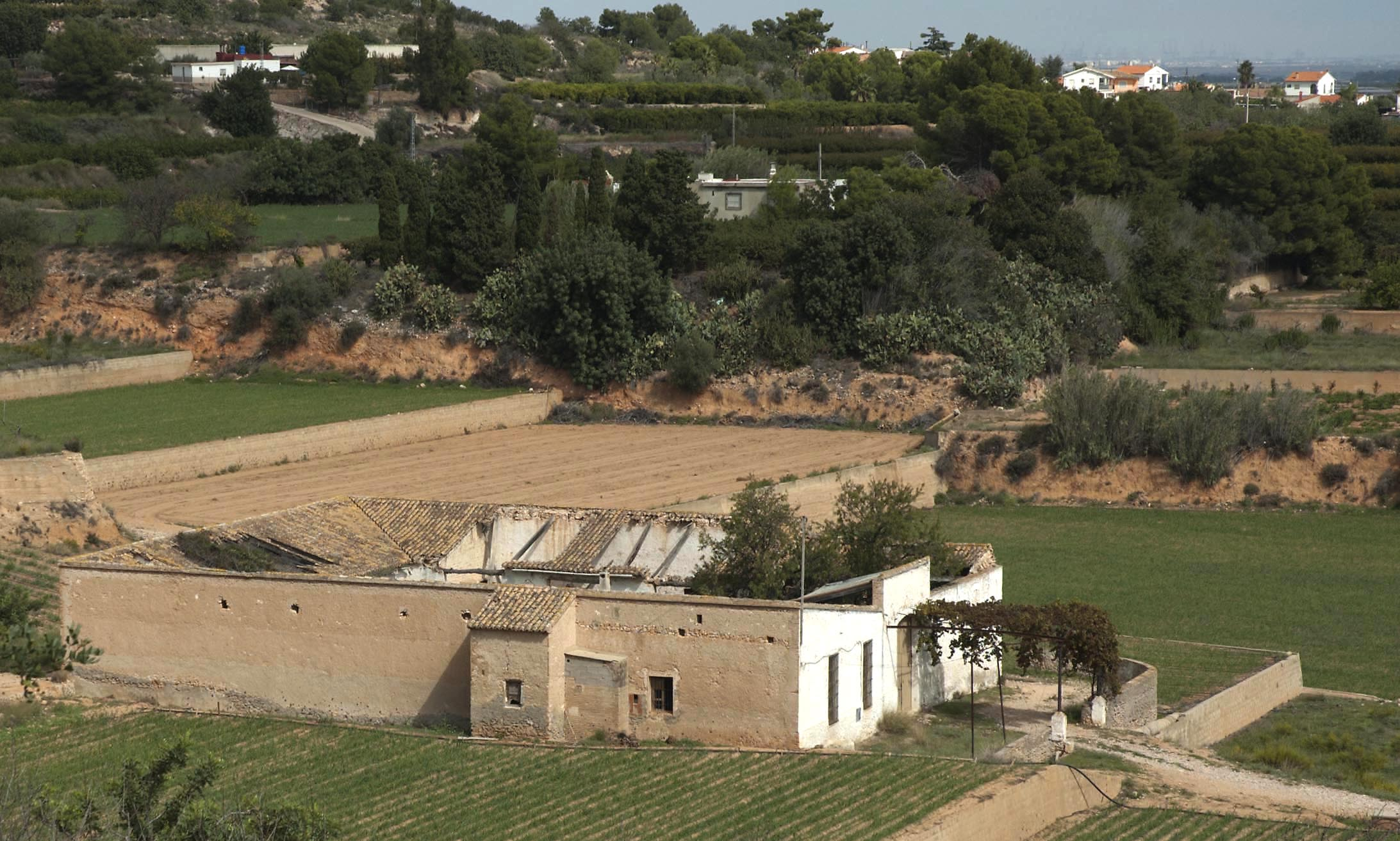
El Corralot (Alginet)

Alginet està situat als peus de la serra Falaguera i per això té diferents terrenys de muntanya com per exemple:
- "Els Llacs" (Los Lagos), urbanització amb pinedes i diferents camins que recorren tota la muntanya, així com "Sant Patrici" (San Patricio), una altra de les urbanitzacions de què disposa.
- El Corralot.

## Festes
Durant tot el mes d'agost podem trobar festes al nostre poble. A primeries hi ha les festes del Calvari. Després tenim les del Poble Nou (16 d'agost, sant Roc). Les més importants són les Festes populars que tenen lloc en honor de Sant Josep a partir de la tercera setmana d'agost, amb bous al carrer i els tres tradicionals "sopars de la carretera", en què tot el poble ix a sopar a l'antiga carretera que creua el poble de nord a sud. Finalment, tanquen el cicle les festes del Vaporet.
Les falles tenen, també, una importància especial. N'hi ha sis: "Poble d'Alginet", "Sant Josep", "La Manta al Coll", "La Dolçaina", "El Palleter" i "Poble Nou".
Cal ressenyar les Festes de Sant Antoni del porquet, amb la foguera que es crema la vespra (16 de gener), protector del bestiar emprat per a les tasques agrícoles. Les fogueres i la benedicció han subsistit malgrat la creixent despersonalització dels nostres pobles; posteriorment s'afegiren les danses tradicionals que s'havien perdut. També hi té lloc una exhibició de cavalls.

## Imatges històriques

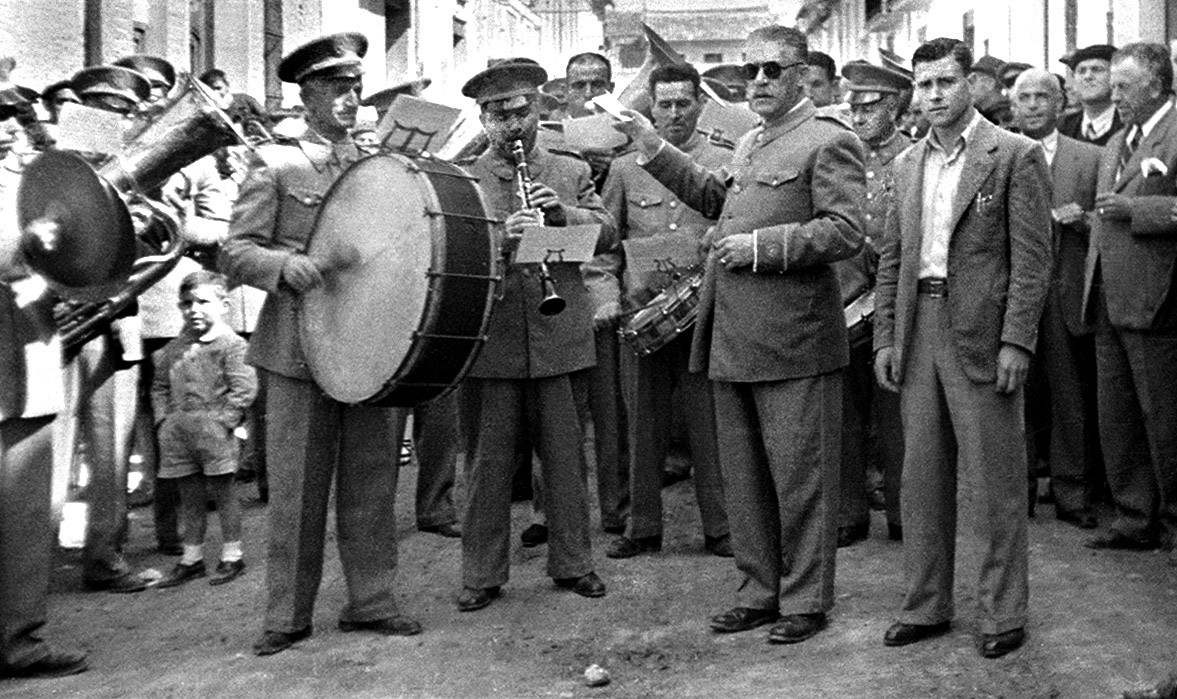
Estrena del Pasdoble Juliet, Alginet, 1947). D'esquerra a dreta Justiniano Latorre Rubio tocant el clarinet, Pasqual Pérez Choví dirigint i Juliet el pilotari

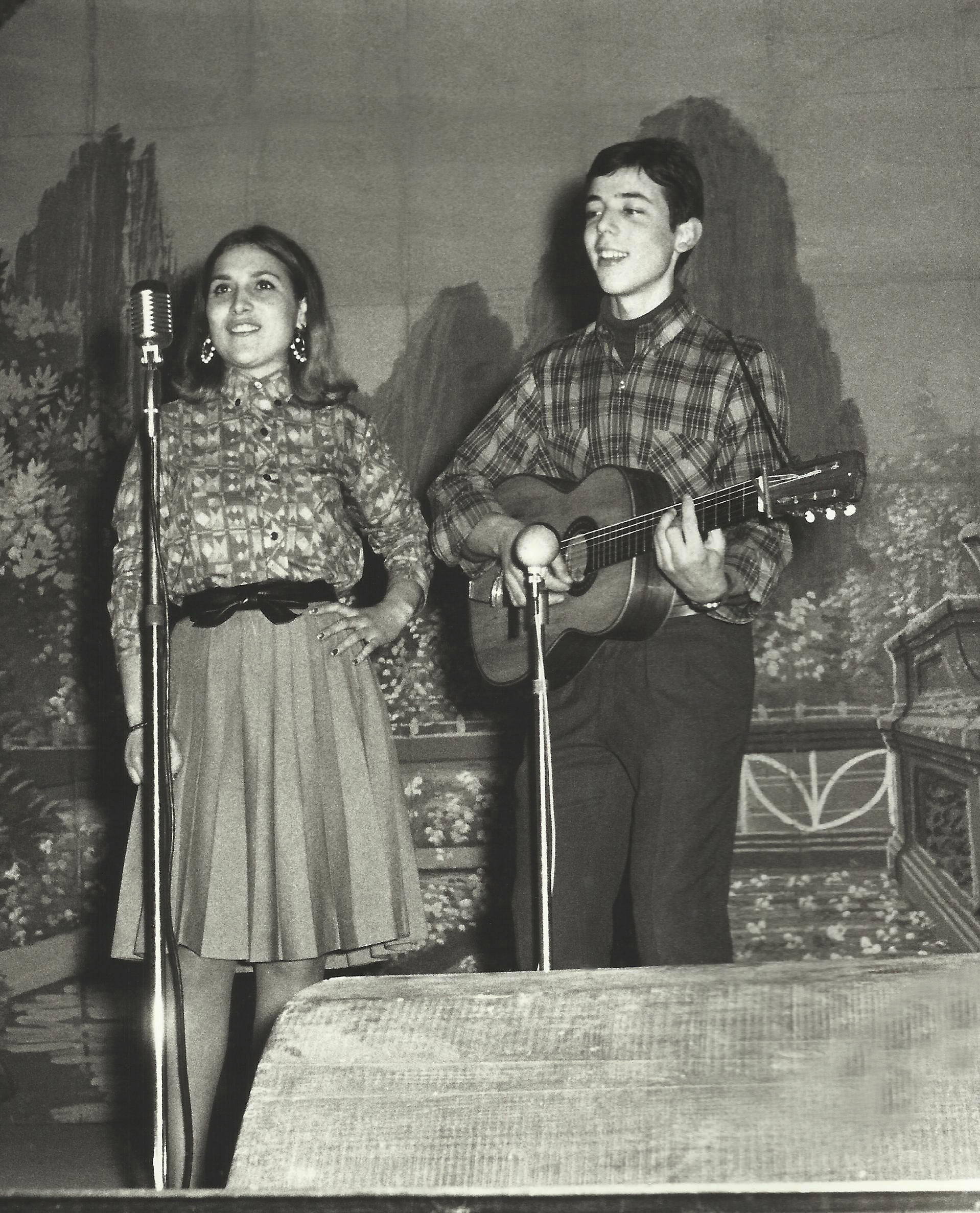
Remigi Palmero i Ruà (12-02-1967), actuant amb Fina a l'escenari del Teatre Moderno
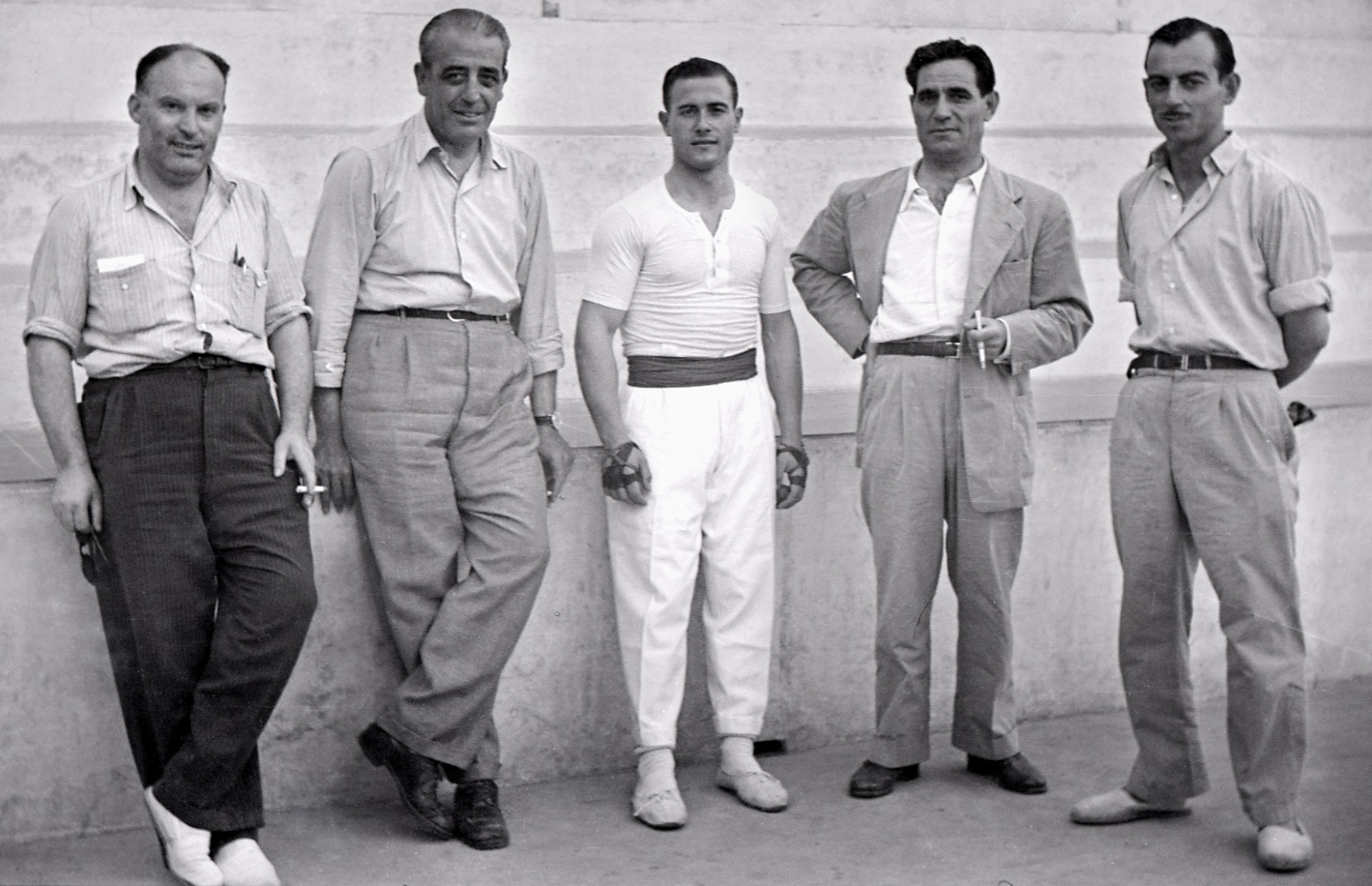
Julio Palau Lozano.
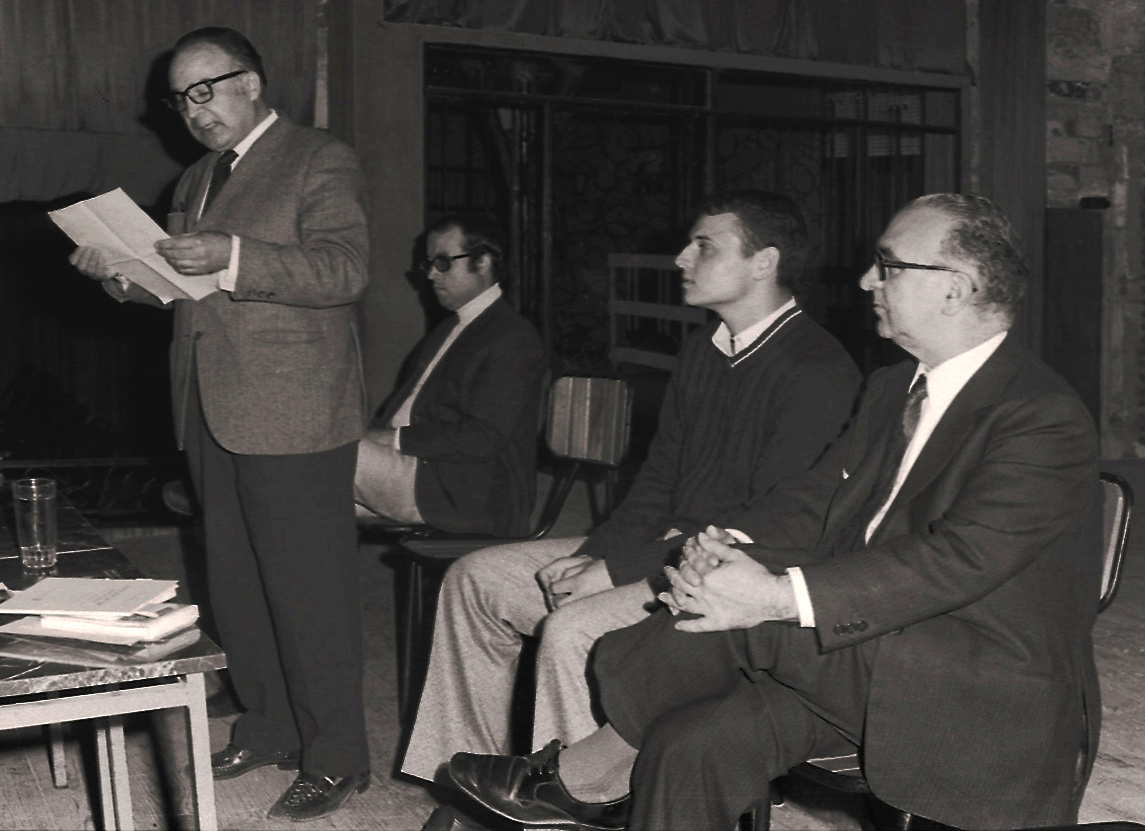
Manuel Sanchis i Guarner a la presentació del llibre Poemes Home-Terra d'en Josep Lozano i Lerma, (6 de juny de 1971)
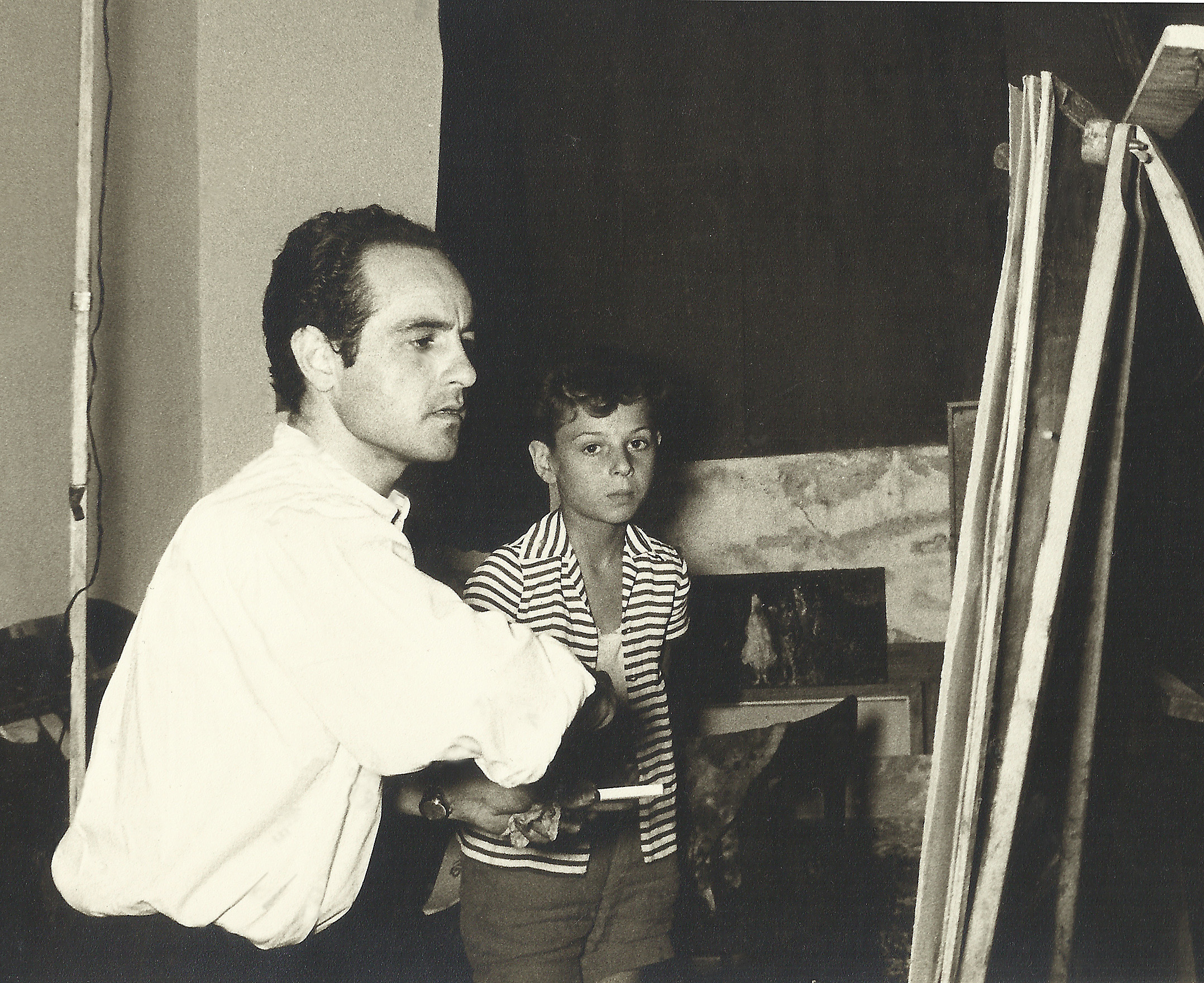
José Espert Climent, Pepet el pintor.
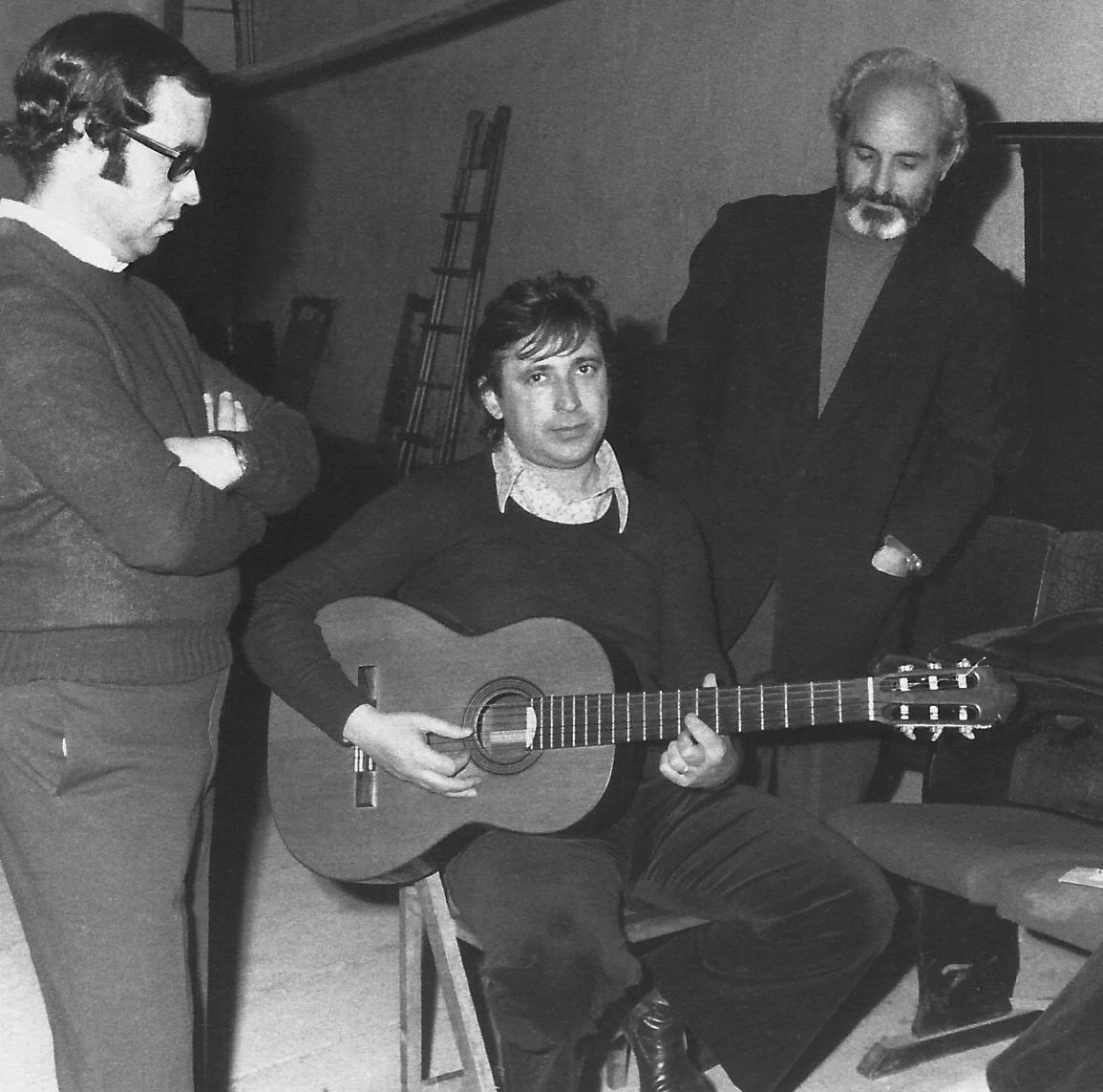
Raimon al Teatre Moderno d'Alginet (20-05-1973), amb Vicent Espí i José Espert Climent, Pepet el pintor
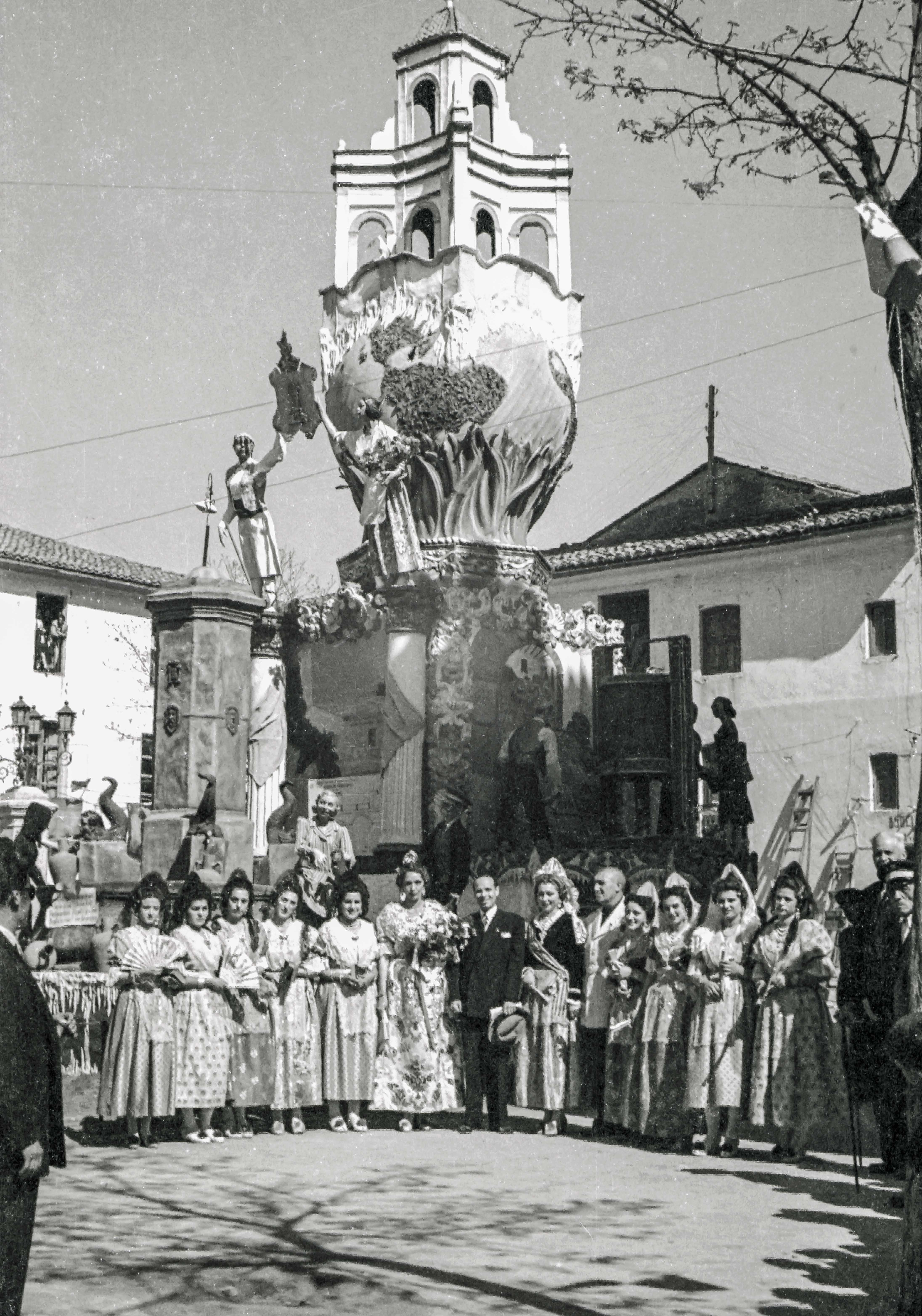
Perón, Faller Major d'Alginet, 1948

## Equipaments
El CEIP Pepita Greus és un edifici aïllat situat a la part nord d'Alginet, al costat de l'estació de tren. Va ser construït l'any 1971 per l'empresa Socusa, amb 16 seccions, 8 de xiquets, 8 de xiquetes i 2 per a pàrvuls. Posteriorment va ser ampliat considerablement amb l'habilitació de noves aules, construcció de nous serveis, entre els quals hi ha la construcció d'una pista poliesportiva. Les aules es vàrem ampliar a 13 xiquets i 13 xiquetes, i més tard foren mixtes.[1] El centre està rodejat per una muralla petita, i en un dels quatre cantons hi ha una torre. Té dos patis, separats per tres edificis, un dels quals és el d'educació física. Té sis punts d'accés i d'eixida, un dels quals dona entrada a la torre. Actualment s'impartixen classes des de pàrvuls fins a sext de primària.
A més d'este, també hi ha els CEIP Emili Lluna i Blasco Ibáñez, públics. I el col·legi concertat Sagrat Cor de Jesús, el més antic del poble.

## Veïns destacats
Categoria principal: alginetins
| - Àlan Greus, escriptor - Antoni Lozano Pastor (n. 1948), polític - Antonio Alegre Cremades (1939-2006), gravador i pintor - Bulma Rey, actriu porno - Damià Torres Latorre (1997), matemàtic - Francisco Escutia Greus (1843-?), diputat i jutge - Hermelando Bosch Peris (1908-1990), compositor - Iris Espert, actriu i ballarina - Ismael Latorre Mendoza (1920-2011), fotògraf - José Espert Climent Pepet (n. 1927), pintor - Josep Lozano i Lerma (n. 1948), escriptor - Julio Palau Lozano Juliet (n. 1925), pilotari - Justiniano Latorre Rubio (1892-1958), compositor - Pasqual Pérez Choví (1889-1953), compositor - Pepita Greus, poetessa - Ramon Ramos (1954-2012), compositor - Remigi Palmero i Ruà (n. 1950), cantant i guitarrista - Urbà Lozano i Rovira (n. 1967), escriptor - Vicent Benito Botella (n. 1954), pintor - Vicent Greus i Roig (1837-1907), magistrat i poeta | - Ismael Latorre Mendoza - Josep Lozano - Juliet d'Alginet - Remigi Palmero - Urbà Lozano |

## Revista d'Estudis Locals
Aljannat. Revista d'Estudis Locals és una revista que edita periòdicament l'Ajuntament d'Alginet i que té com a objectiu la publicació d'articles relacionats amb Alginet: la història, l'economia, la cultura, l'etnografia, la literatura, la música, l'art... Formen part del consell de redacció o n'han format en algun moment: els regidors de cultura del moment, Josep Lozano (creador de la revista), Àlan Greus, Lurdes Barberà, Ferran Roig i Marisa Roig.
El primer número va ser publicat l'any 2006. Des de llavors, se n'han publicat quatre més, l'últim d'ells el novembre de 2014. Els tres últims números són monogràfics. El número III, dedicat al fotògraf local Ismael Latorre Mendoza; el IV, al patrimoni d'Alginet i el V, a la música d'Alginet. Hi col·laboren habitualment, entre d'altres, l'escriptor Josep Lozano. A més, també hi han col·laborat puntualment: Rafael Roca Ricart, Urbà Lozano, etc.